# Mubal·litat-Xerua
Mubal·litat-Xerua va ser una princesa d'Assíria, filla d'Aixurubal·lit I.

## Biografia
Mubal·litat-Xerua era una filla del rei assiri Aixurubal·lit I (regnant c. 1363 i c. 1328 aC). El seu pare va ser el primer a adoptar el títol de rei d'Assíria.
Estava casada amb el rei babilònic Burnaburiaix II, que en aquell moment ja havia estat involucrat en matrimonis reials diverses vegades, enviant diverses de les seves filles a altres corts. Segons Amanda Prodany, el rei babiloni probablement ja tenia una edat mitjana quan es va casar amb Mubal·litat-Xerua. Amb ell va tenir Karakhardaix, que va accedir al tron babilònic però va ser assassinat poc després durant una rebel·lió. La seva mort va ser venjada més tard pel seu propi avi, el rei assiri. Com que Karakhardaix havia estat assassinat en una rebel·lió, els assiris van col·locar al tron babilònic a un tal Kurigalzu, que podria haver estat fill o net de Burnaburiaix.
Hi ha debat sobre si Mubal·litat-Xerua es va casar amb Burnaburiaix o amb el seu fill, és a dir, Karakhardaix, ja que les fonts històriques es contradiuen. Una font antiga (Crònica P) anomena el fill de Mubal·litat-Xerua (i Karaindaix) Kadaixman-Harbe, el pare de Kurigalzu, segons aquesta crònica. L'altra font principal (la Història Sincrònica), però, afirma que Kurigalzu era fill de Burnaburiaix. Tanmateix, aquesta font també es pot interpretar que expressa que el pare de Kurigalzu era Karakhardaix. Kadaixman-Harbe, doncs, podria ser un altre nom per a Karakhardaix. Cap de les dues fonts registra explícitament qui era el marit de Mubal·litat-Xerua.